# Eurema blanda

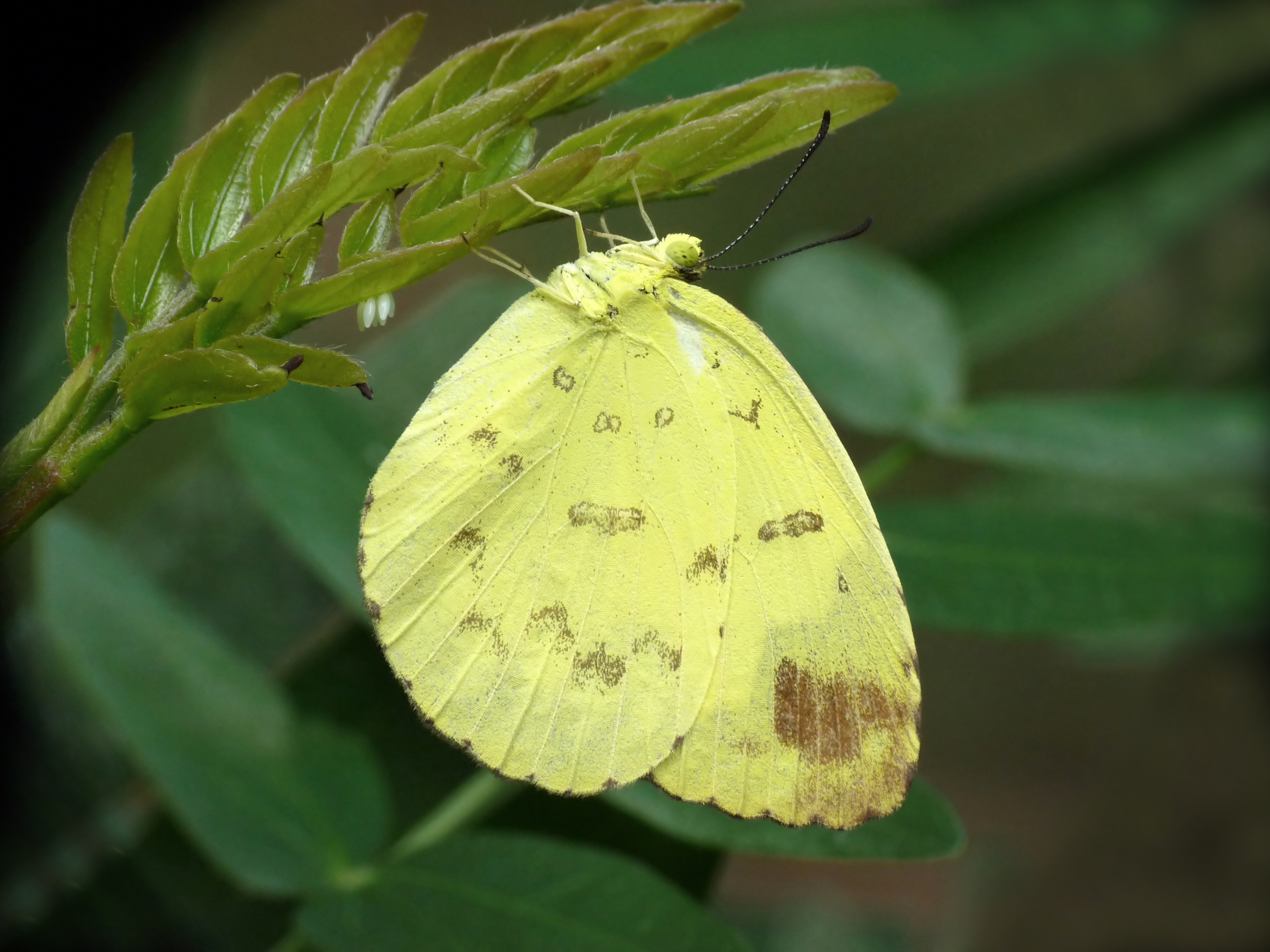
Um espécime a pôr ovos sobre Albizia julibrissin.

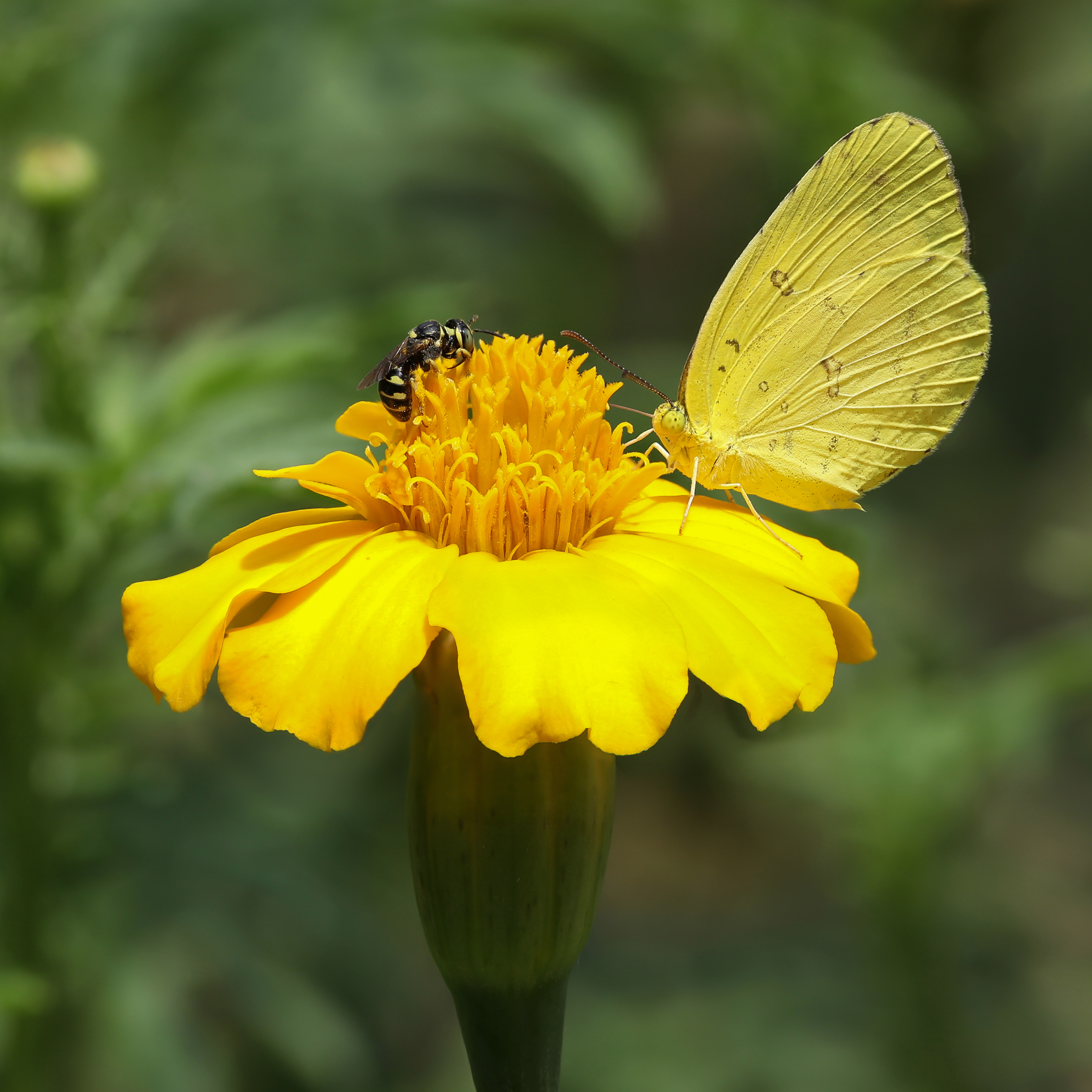
Eeurema blanda e um Vespidae sobre uma flor de Tagetes lucida (Laos).

Eurema blanda é uma pequena borboleta da família Pieridae, com distribuição natural no  Sri Lanka, Índia e sudeste da Ásia. A espécie foi descrita por Jean Baptiste Boisduval em 1836, não estando presentemente listada qualquer subespécie no Catalogue of Life.

## Descrição
Esta borboleta alimenta-se de folhagem das espécies Caesalpinia mimosoides e Bauhinia purpurea.

## Galeria

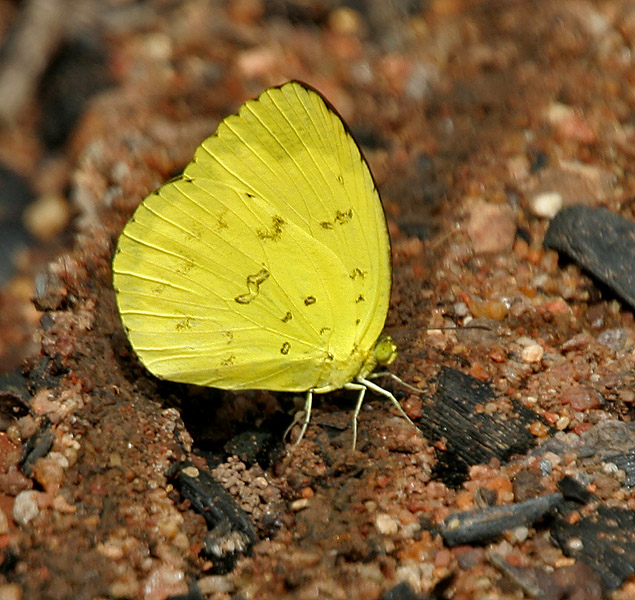
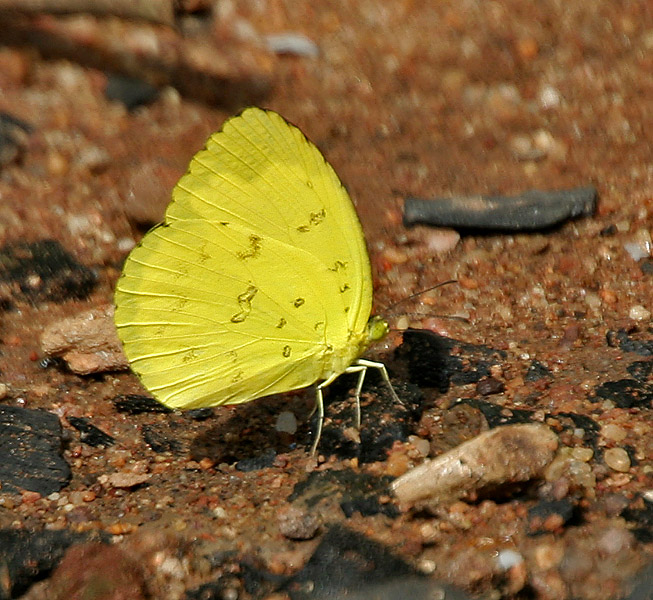
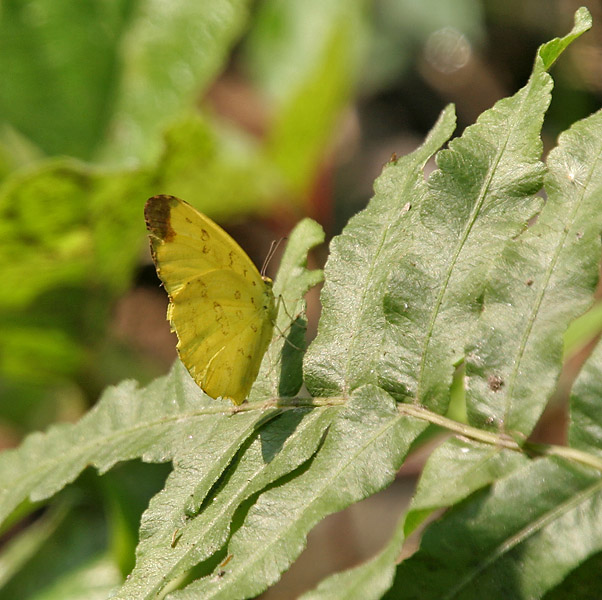
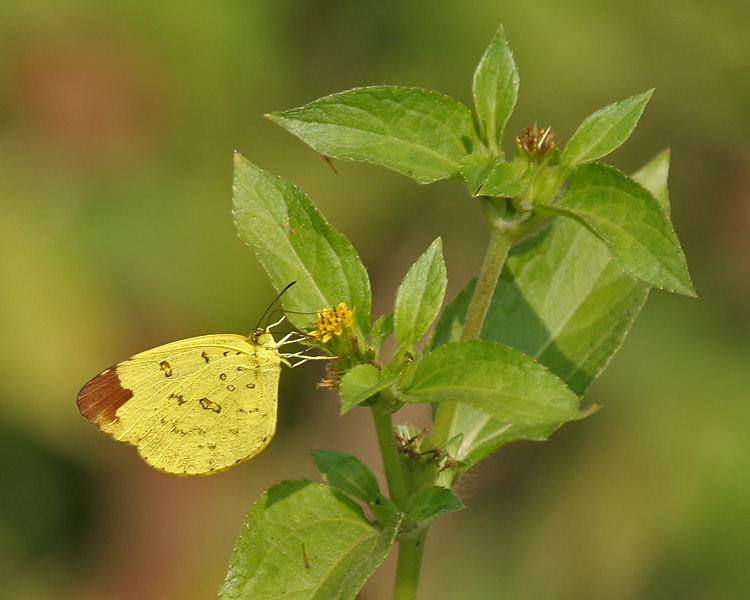
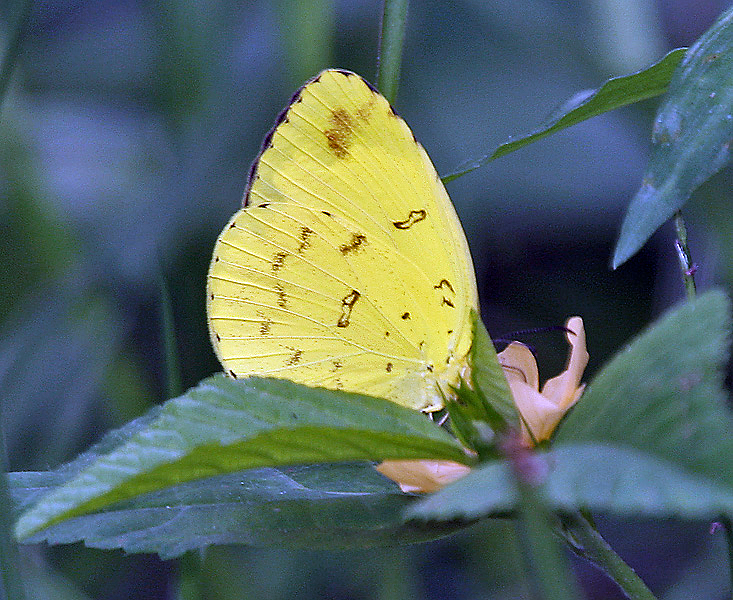
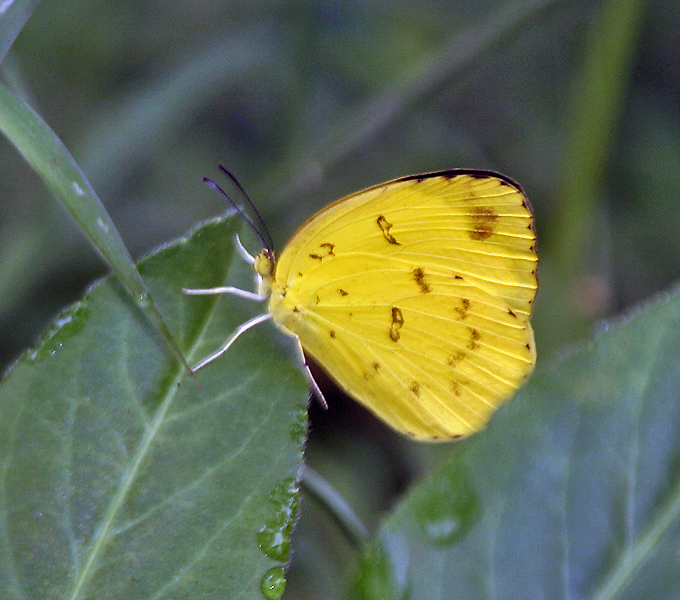